# Epidendrum cirrhochiloides
Epidendrum cirrhochiloides là một loài thực vật có hoa trong họ Lan. Loài này được Hágsater & E.Santiago mô tả khoa học đầu tiên năm 2008.